# William Saliba
William Alain André Gabriel Saliba (* 24. März 2001 in Bondy) ist ein französischer Fußballspieler, der seit Juni 2020 beim FC Arsenal unter Vertrag steht.

## Karriere

### Verein
Saliba begann mit 6 Jahren Fußball zu spielen, trainiert vom Vater von Kylian Mbappé. Er wechselte zu AS Saint-Étienne im Jahr 2016. Seinen ersten Vertrag unterschrieb er am 30. Mai 2018 im Alter von 17 Jahren. Saliba machte sein Debüt als Profispieler für Saint-Étienne in einem 3:2-Sieg gegen den FC Toulouse am 25. September 2018 in der Ligue 1.
In der Saison 2019/20 kam er in 12 von 28 Spielen zum Einsatz, ehe die Saison aufgrund der COVID-19-Pandemie abgebrochen wurde.
Zur Saison 2020/21 wechselte Saliba in die Premier League zum FC Arsenal. Er war schon ein Jahr zuvor verpflichtet worden und auf Leihbasis in Saint-Étienne verblieben. Bei seinem ersten Pflichtspiel, in dem er nicht eingesetzt wurde, gewann Saliba gegen den Meister FC Liverpool den FA Community Shield. Nachdem der 19-Jährige unter Mikel Arteta in keinem Pflichtspiel zum Einsatz gekommen war und lediglich Spielpraxis in der U23 hatte sammeln können, kehrte er Anfang Januar 2021 nach Frankreich zurück und schloss sich bis zum Saisonende auf Leihbasis dem OGC Nizza an. Für die Spielzeit 2021/22 folgte eine weitere Leihe zu Olympique Marseille, in der er als Stammspieler 36 Ligaspiele in der Ligue 1 absolvierte. Für seine guten Leistungen wurde er ins Team der Saison der Ligue 1 gewählt.
Zur Saison 2022/23 kehrte Saliba zu Arsenal in die Premier League zurück. Am 5. August 2022 gab er sein Debüt in der Premier League bei einem 2:0-Auswärtssieg gegen Crystal Palace. Im Juni 2023 wurde sein Vertrag bei Arsenal bis 2027 verlängert.

### Nationalmannschaft
Als Jugendnationalspieler vertrat Saliba verschiedene Auswahlmannschaften Frankreichs von der U-16 bis zur U-21. Sein Debüt für die A-Nationalmannschaft gab er am 25. März 2022 bei einem Freundschaftsspiel gegen die Elfenbeinküste.

## Persönliches
Saliba wurde in Frankreich geboren und ist kamerunischer (Mutter) und libanesischer (Vater) Abstammung.

## Titel und Auszeichnungen
Verein
- Englischer Supercupsieger: 2020

Persönliche Ehrungen
- Wahl in das Team des Turniers der Europameisterschaft 2024